# Humán 17-es kromoszóma
- A 17-es kromoszóma egy a 24-féle humán kromoszóma közül. Egyike a 22 autoszómának.

## A 17-es kromoszóma jellegzetességei
- Bázispárok száma: 78 774 742
- Gének száma: 1257
- Ismert funkciójú gének száma: 1104
- Pszeudogének száma: 305
- SNP-k (single nucleotide polymorphism = egyszerű nukleotid polimorfizmus) száma: 239 216

## A 17-es kromoszómához kapcsolódó betegségek
Az O.M.I.M rövidítés az Online Mendelian Inheritance in Man, azaz Mendeli öröklődés emberben adatbázis oldalt jelöli, ahol további információ található az adott betegségről, génről.

| Patológia                                   | Öröklődés | O.M.I.M | Lokusz      | Gén        | A gén által kódolt fehérje |  |
| ------------------------------------------- | --------- | ------- | ----------- | ---------- | -------------------------- |  |
| Miller-Dieker-szindróma Lissencephalia      |           |         |             |            |                            |  |
| Romano-Ward-szindróma                       |           |         |             |            |                            |  |
| Charcot-Marie-Tooth betegség 1A típus       |           |         | p11.2       | PMP22      |                            |  |
| Charcot-Marie-Tooth betegség 1E típus       |           |         | p11.2       | PMP22      |                            |  |
| Mellrák                                     |           |         |             | BRCA1      |                            |  |
| Dystrophie musculaire des ceintures Type 2D | Recesszív | 608099  | q12-q21.33  | SGCA       |                            |  |
| Dystrophie musculaire des ceintures Type 2G | Recesszív | 601954  | q12         |            | Téléthonine                |  |
| Smith-Magenis-szindróma                     | Domináns  | 182290  | p11.2       | RAI1       |                            |  |
| Pompe betegség                              | Domináns  | 232300  | q25.2-q25.3 | GAA 606800 |                            |  |
|                                             |           |         |             |            |                            |  |
|                                             |           |         |             |            |                            |  |
|                                             |           |         |             |            |                            |  |
|                                             |           |         |             |            |                            |  |
|                                             |           |         |             |            |                            |  |
|                                             |           |         |             |            |                            |  |
|                                             |           |         |             |            |                            |  |

## Lásd még
- Kromoszóma
- Genetikai betegség
- Genetikai betegségek listája